# ويليام كرين
ويليام كرين (بالإنجليزية: William Crain)‏ هو مخرج أمريكي، ولد في 20 يونيو 1949 في كولومبوس في الولايات المتحدة.

## وصلات خارجية
- ويليام كرين على موقع IMDb (الإنجليزية)
- ويليام كرين على موقع ألو سيني (الفرنسية)
- ويليام كرين على موقع أول موفي (الإنجليزية)
- ويليام كرين على موقع قاعدة بيانات الأفلام السويدية (السويدية)
- ويليام كرين على موقع قاعدة بيانات الفيلم (الإنجليزية)
- ويليام كرين على موقع كينوبويسك (الروسية)